# Liebeslieder (Strauss)
Ne doit pas être confondu avec Liebeslieder.
Liebeslieder (Lieder d'amour) est une valse de Johann Strauss II, op. 114. L'œuvre est créée le 18 juin 1852 au Volksgarten de Vienne.

## Histoire
La valse est annoncée sous le titre Liebesgedichte (Histoire d'amour) et créée sous le nom de Liebesständchen (Sérénade d'amour). Ce n'est que dans la version imprimée qu'on lui donne le nom de Liebeslieder. Elle est accueillie avec enthousiasme et reste au programme des concerts jusqu'à ce jour. La valse est considérée comme l’un des premiers grands chefs-d’œuvre du compositeur.

## Durée
Le temps de lecture sur le CD répertorié en références est de 7 minutes et 10 secondes. Cette durée peut varier selon l'interprétation musicale du chef d'orchestre. 

## Postérité
La pièce est jouée lors du célèbre concert du nouvel an à Vienne : en 1948 (Clemens Kraus) ; 1958, 1961, 1964, 1973 et 1975 (Willi Boskovski) ; 1984 (Lorin Maazel) ; 2000 (Riccardo Mutti).